# 팝콘 타임
팝콘 타임(Popcorn Time)은 통합 미디어 플레이어를 내장한 멀티 플랫폼 자유 소프트웨어 비트토렌트 클라이언트이다. 이 애플리케이션은 넷플릭스와 같은 구독 기반 비디오 스트리밍 서비스의 무료 대안이다. 팝콘 타임은 연속 다운로드를 사용하여 여러 토렌트 웹사이트에 의해 나열된 비디오를 스트리밍하며 서드파티 트래커들을 수동으로 추가할 수 있다.

## 기능

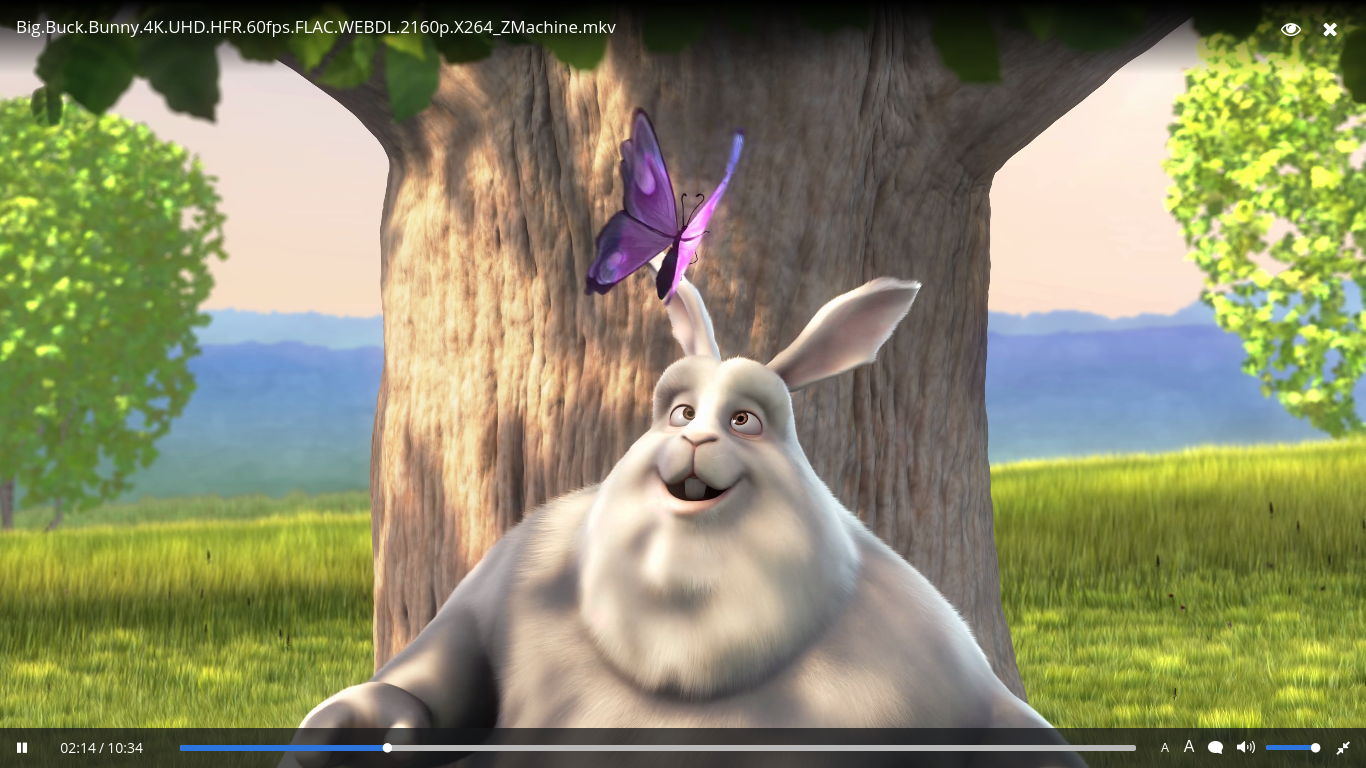
팝콘 타임 0.3.8의 빅 벅 버니.

팝콘 타임 인터페이스는 넷플릭스와 유사한 방식으로 섬네일과 영화 타이틀을 표출한다. 이 미디어 목록은 장르나 분류별로 검색하고 탐색할 수 있다. 사용자가 타이틀 중 하나를 클릭할 때 비트토렌트 프로토콜을 통해 영화가 다운로드된다. 비트토렌트 클라이언트처럼 팝콘 타임이 영화 다운로드를 시작하자마자 다른 사용자와 다운로드된 콘텐츠 공유를 시작한다. 영화가 삭제될 때까지 다른 사용자에게 다운로드 콘텐츠의 이용이 가능하며 애플리케이션이 닫히면 자동으로 완료된다.

## 역사
팝콘 타임은 Pochoclín을 마스코트로 선정한 아르헨티나 부에노스아이레스의 한 그룹에 의해 2주 안에 개발되었다.